# Kamāl-ol-Molk

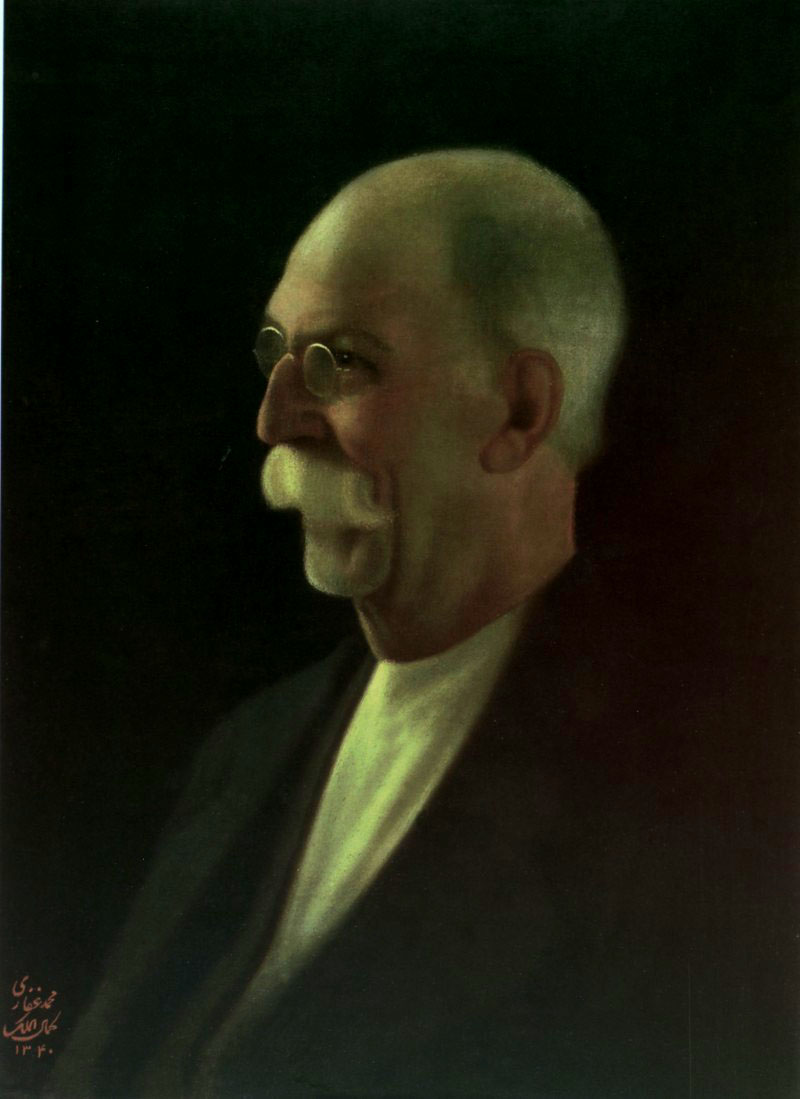
Kamāl-ol-Molk. Självporträtt 1921.

Kamāl-ol-Molk (nypersiska: کمال‌المُلک), ursprungligen Moḥammad Ġaffārī Kāšānī (nypersiska: محمد غفاری کاشانی), född 1847 i Kashan, Persien, död 18 augusti 1940 i Neyshabur, var en iransk målare som introducerade den klassiska europeiska realism i sitt hemlands måleri.

## Biografi

### Ungdom och verksamhet vid Nassredin Shahs hov

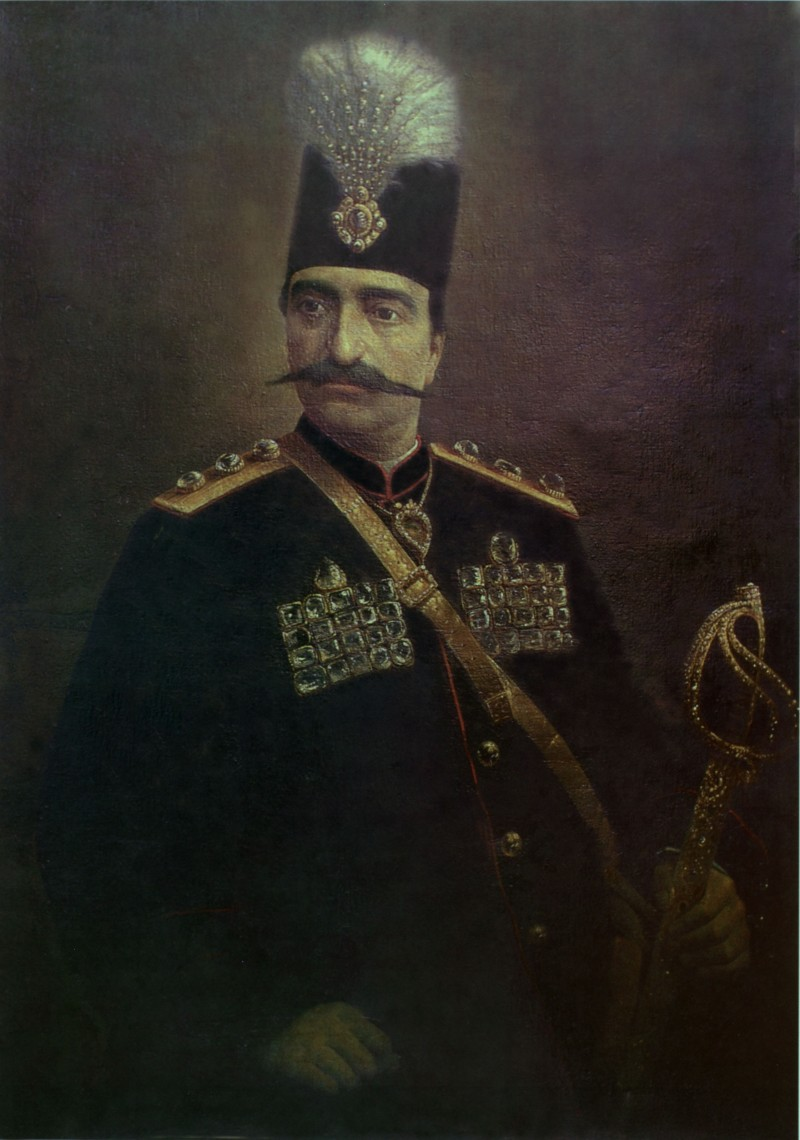
Porträtt av Nassredin Shah.

Kamāl-ol-Molk föddes i en betydande och inflytelserik konstnärsfamilj. Hans farbror Mirzā Abol Hassan Khān Ghaffari var en berömd iransk miniatyrmålare och fadern Mirzā Bozorg Ghaffari Kāshāni grundade den iranska målarskolan.
Efter grundskolan studerade han vid Dar ul-Funun-universitetet i Teheran. Här var han så framgångsrik, att han redan vid 18 års ålder fick bli målare vid Nassredin Shahs hov. Han fick där smeknamnet Kamāl-ol-Molk, som han behöll hela livet. Under sin tid vid hovet, utförde han främst porträtt, landskapsmålningar och avbildningar av de kungliga jakterna och palatsen. Han utmärkte sig genom sin fina penselföring och sin förkärlek för ljusa och livfulla färgtoner. 

### Studier i Europa
År 1898 reste Kamāl-ol-Molk, 49 år gammal, till Europa för att förkovra sig vid Louvren i Paris, i Versailles och Florens. Han stannade i fyra år och blev bekant med viktiga konstnärskap. Han studerade särskilt verk av Rembrandt van Rijn, Raffael, Tizian och Leonardo da Vinci, men framför allt lärde han sig grunderna för realism i konsten.
Han träffade 1902 i Paris den dåvarande regenten Muzaffar al-din Shah Qajar, som bjöd Kamāl-ol-Molk åter till Persien. Denne accepterade inbjudan och målade även ett porträtt av Muzaffar al-din Shah Qajar. Men den nya realistiska stilen blev inte uppskattad vid hovet och Kamāl-ol-Molk lämnade efter bara ett år åter Persien. Då han reste genom det som idag är Irak, fick han inspiration till några sina mest kända verk: Spåmannen i Bagdad (Fālgīr-e Baghdād), Guldsmeden i Bagdad och hans lärling (Zargar-e Baghdād wa Schāgerd-asch), Kerbalaplatsen (Meidān-e Karbalā) och Sovande arab (Arab-e Khofteh).

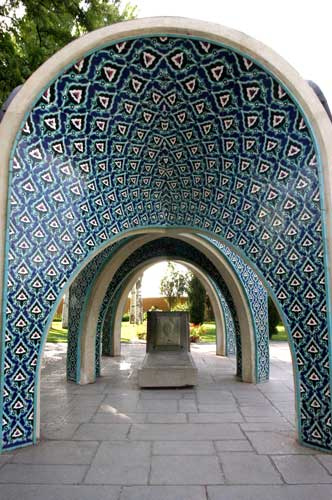
Kamal-ol-Molks gravmonument i Neyshabur.

### Målarskolan
Efter den konstitutionella revolutionens utbrott återvände Kamāl-ol-Molk till Persien. Han rönte nu större uppskattning och han fick möjlighet att lägga grunden till sin Sanaye Mostazraf eller Kamāl-ol-Molks konstskola. Den kom att spela en betydande roll för den moderna konstens utveckling i landet. Skolan ville på bästa sätt uppmuntra nya, begåvade talanger och många av dess elever blev betydande konstnärer. Nämnas kan: Hossein Ali Khan Vasiri, Mohsen Soheili och Esmail Ashiani. Utom i måleri meddelades även undervisning i mattvävning, mosaikdesign och trähantverk. Kamāl-ol-Molk gav personligen stipendier till fattiga studenter. 

### Minskad aktivitet
Genom en olyckshändelse 1927 miste Kamāl-ol-Molk sitt ena öga. Han lämnade ledningen för skolan och flyttade till Hossein Ābād, en by utanför Neyshabur. Han målade därefter mera sällan, men 1933 tillkom dock en målning av den nya Firdausi-statyn och 1935 ett landskap och målningen Sovande gamling.
Kamāl-ol-Molk avled 1940 och är begravd i Neyshabur bredvid den sufiske diktaren Farid ad-din Attar. Hans liv och verk beskrivs i filmen Kamalolmolk (1984) av filmregissören Ali Hatami.

## Verk
Kamāl-ol-Molk var mycket produktiv, men många av hans verk har gått förlorade eller är borta ur offentligheten, då de bara återfinns i privata samlingar. Hans verk är bland annat utställda i Teherans museum för samtida konst, National Consultative Assembly och Golestanpalatset. Han är känd för sina akvareller och skulpturer, men främst för oljemålningarna. Till de mest kända hör, förutom de ovan nämnda, Tvillingvattenfallen (1882), der Golestanpalatset (1883), Byn Emāmeh (1884), Bāgh-e Shah (Den kungliga trädgården) (1886), Zanusidalen (1886), Regeringslägret (1889), Guldsmeden, Två tiggarflickor och Spåmannen (båda från 1889). Hans mästerverk anses vara Spegelsalen) (1885–1890).

## Galleri

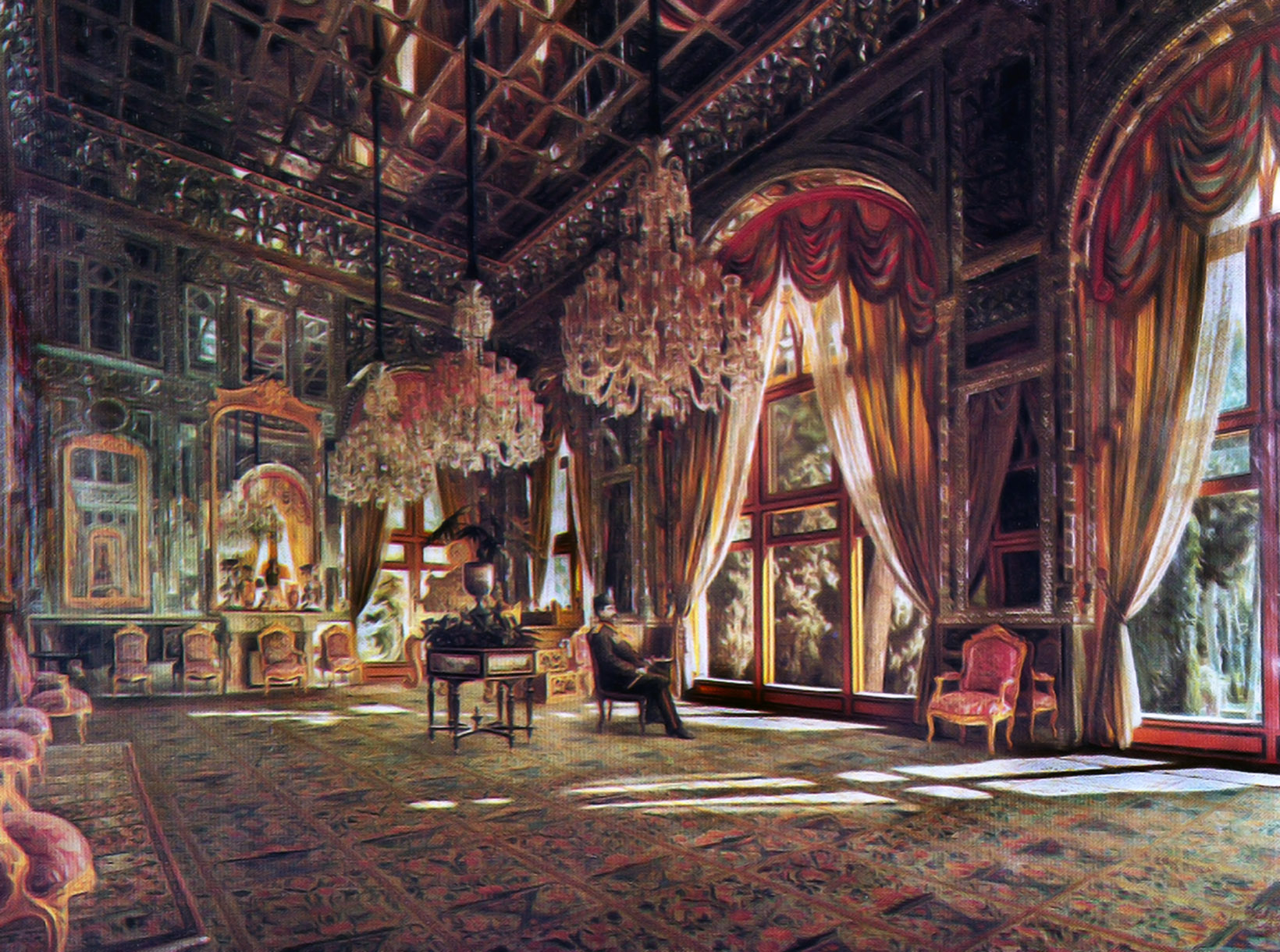
Spegelsalen
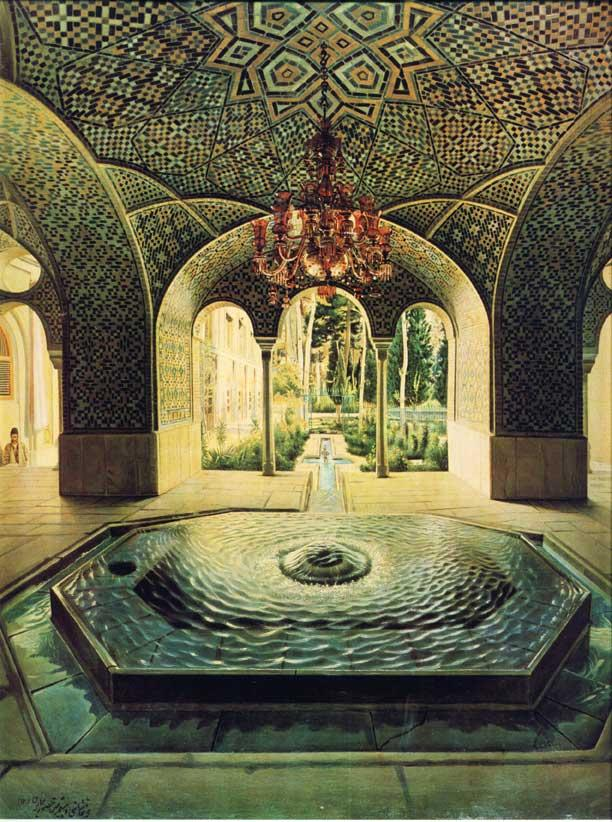
Golestanpalatset
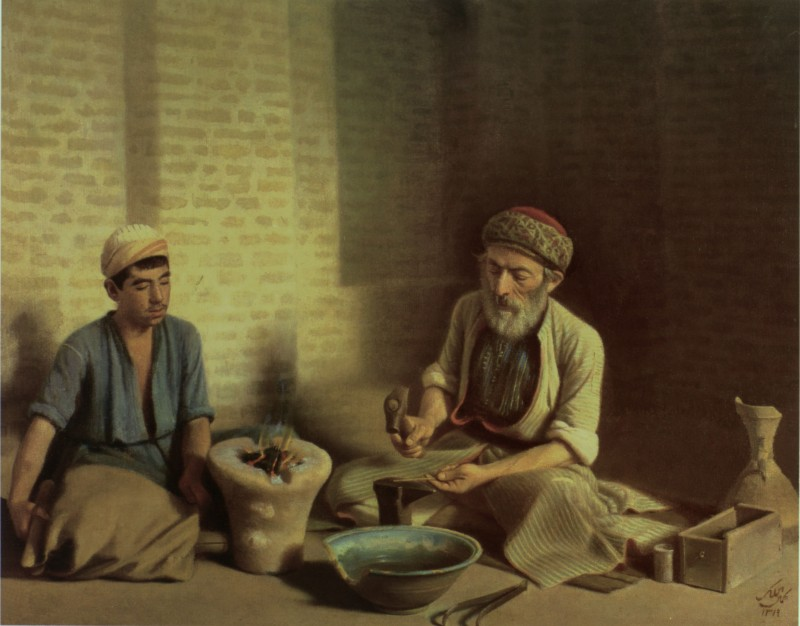
Guldsmeden
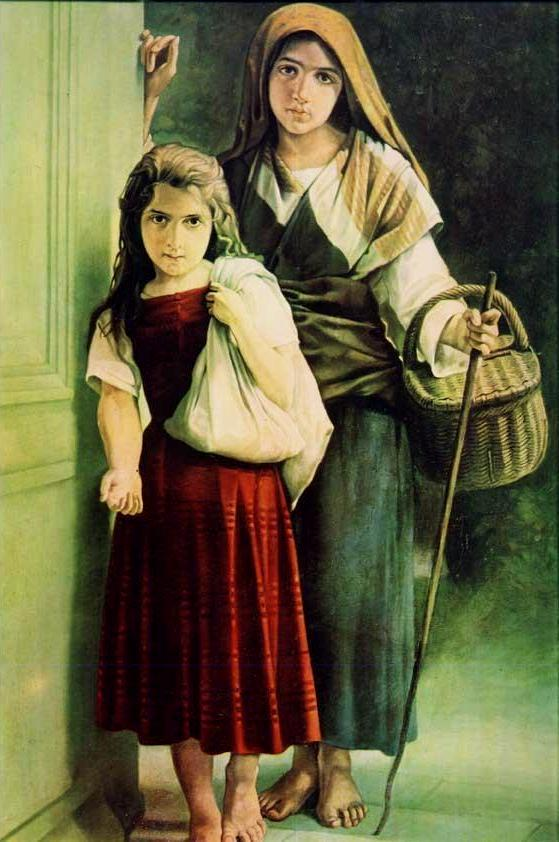
Två tiggarflickor
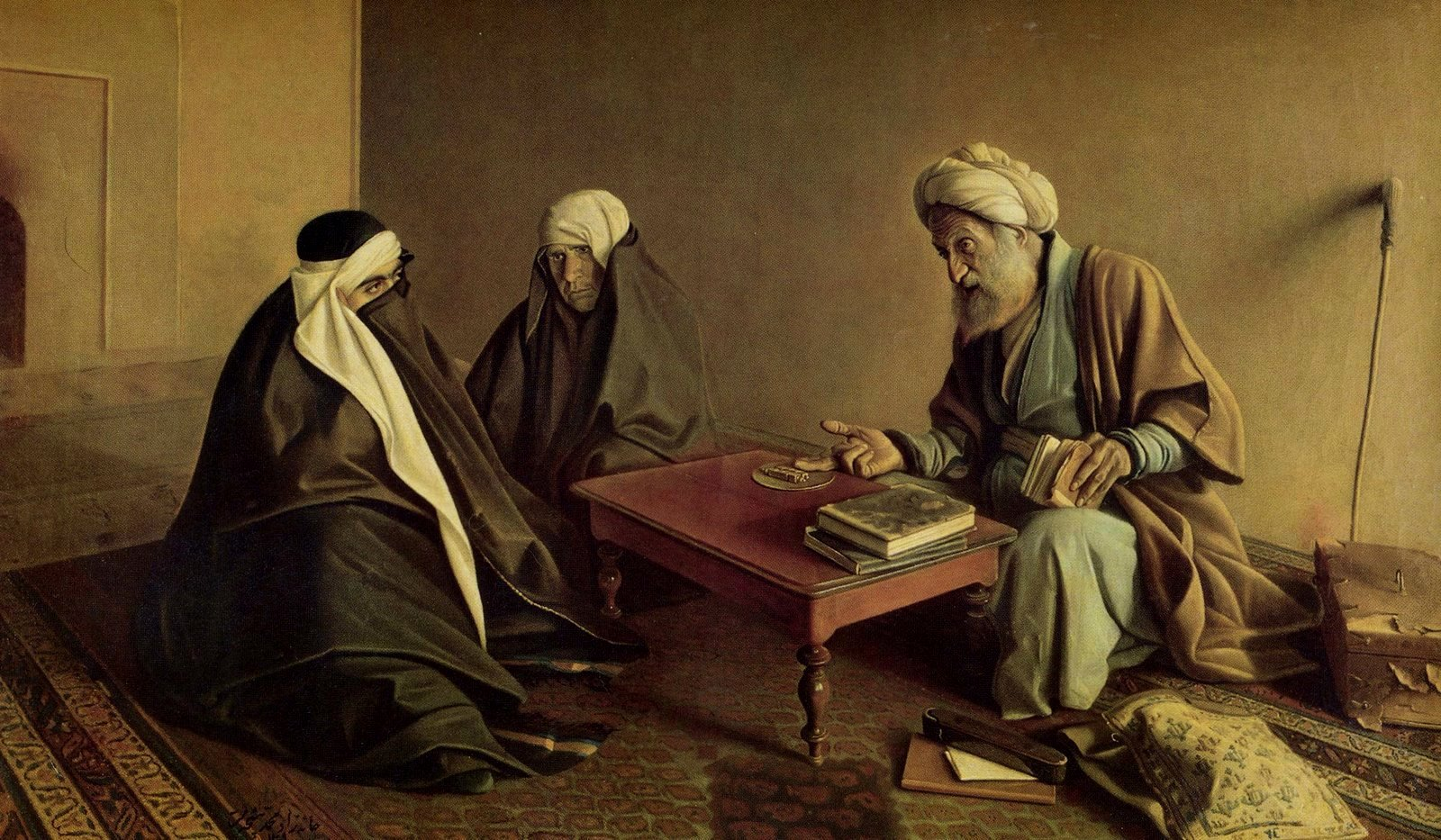
Spåmannen